# Węzeł hydrograficzny
Węzeł hydrograficzny – miejsce zbiegu kilku rzek, np. ujście Wkry do Narwi i Narwi do Wisły w okolicy Nowego Dworu Mazowieckiego i Warszawy.